# Список усыпальниц и захоронений правителей в Киеве
В данном списке перечислены родовые усыпальницы и единичные места захоронения правителей и руководителей государств, расположенные в Киеве.
Захоронения дохристианских правителей, сведения о которых имеют легендарный либо полулегендарный характер, поданы согласно Повести временных лет по Ипатьевскому списку.

## Список
| Фото | Наименование                                                                                | Захоронены | Источники                                                      |
| ---- | ------------------------------------------------------------------------------------------- | --- | -------------------------------------------------------------- |
|      | Олегова могила на Кудрявце                                                                  | Олег, князь Киевский (первая половина IX века) (?) | [ 1 ]                                                          |
|      | Аскольдова могила                                                                           | Аскольд, князь Киевский (864(?)—882 год) | [ 2 ]                                                          |
|      | Дирова могила за церковью св. Ирины                                                         | Дир, князь Киевский (864(?)—882 год) | [ 2 ]                                                          |
|      | Олегова могила на Щекавице                                                                  | Олег Вещий, князь Новгородский (872—912 год) и Великий князь Киевский (882—912 год) | [ 2 ]                                                          |
| —    | Могила княгини Ольги                                                                        | Ольга, княгиня Киевская (945—962) | [ 2 ]                                                          |
|      | Десятинная церковь                                                                          | Ольга*, княгиня Киевская (945—962) Олег Святославич*, князь древлянский (970—977 год) Ярополк Святославич*, Великий князь Киевский (972—978 год) Владимир Святославич, князь Новгородский (970—978 год), Великий князь Киевский (978—1015 год) Ростислав Мстиславич, князь Брестский (?—1093 год) | [ 2 ]                                                          |
|      | Софийский собор                                                                             | Ярослав Владимирович Мудрый, князь Ростовский (987—1010 год), князь Новгородский (1010—1016 год), Великий князь Киевский (1016—1018 год, 1019—1054 год) Изяслав Ярославич, князь Туровский (?—1054 год) и Новгородский (1052—1054 год), Великий князь Киевский (1054—1068 год, 1069—1073 год, 1077—1078 год) Всеволод Ярославич, князь Переяславский (1054—1073 год), князь Черниговский (1073—1078 год), Великий князь Киевский (1076—1077 год, 1078—1093 год) Владимир Всеволодович Мономах, князь Смоленский (1073—1078 год), князь Черниговский (1078—1094 год), князь Переяславский (1094—1113 год), Великий князь Киевский (1113—1125 год) Ростислав Всеволодович, князь Переяславский (1078—1093 год) Вячеслав Владимирович, князь Смоленский (1113—1127 год), князь Туровский (1127—1132 год, 1134—1142 год, 1143—1146 год), князь Переяславский (1132—1134 год, 1142—1143 год), Великий князь Киевский (1139 год) | [ 2 ] [ 3 ]                                                    |
|      | Георгиевская церковь (первый храм — в составе Георгиевского монастыря)                      | Судислав Владимирович, князь Псковский (1014—1036 год) Константин Ипсиланти, господарь Молдавии (1799—1801 год), господарь Валахии (1802—1806 год, 1806—1807 год) | [ 2 ] [ 4 ]                                                    |
| —    | Церковь Святого Петра Дмитровского монастыря                                                | Ярополк Изяславич, титулярный король Руси (1075—1076 год), князь Вышгородский (1076—1078 год), князь Волынский (1078—1086 год, 1086 год) и Туровский (1078—1086 год) | [ 2 ]                                                          |
|      | Тугроканова могила на Берестове                                                             | Тугоркан, половецкий хан (?—1096 год) | [ 2 ]                                                          |
|      | Михайловский Златоверхий собор Михайловского Златоверхого монастыря                         | Святополк Изяславич, князь Полоцкий (1069—1071 год, 1088—1093 год), князь Новгородский (1078—1088 год), Великий князь Киевский (1093—1113 год) Святополк Юрьевич, князь Турово-Пинский (1170(?)—1190 год) Глеб Юрьевич, князь Дубровицкий (1182—1190 год), князь Туровский (1190—1195 год) | [ 2 ]                                                          |
| —    | Церковь Богородицы Влахернской Кловского монастыря                                          | Давыд Игоревич, князь Тмутараканский (1081—1082 год), князь Дорогобужский (1084—1097 год), князь Волынский (1086—1097 год, 1099—1100 год), князь Бужский (1100—1112 год) | [ 2 ]                                                          |
|      | Успенский собор Киево-Печерской лавры                                                       | Глеб Всеславич, князь Минский (1101—1119 год) Скиргайло, князь Трокский (1382—1392 год), Великий князь Литовский (1386—1392 год), князь Полоцкий (1387—1397 год), князь Киевский (1395—1397 год) Владимир Ольгердович, князь Киевский (1362—1395 год), князь Слуцкий и Копыльский (1395—1398 год(?)) Олелько Владимирович, князь Слуцкий и Копыльский (1398(?)—1443 год), князь Киевский (1443—1455 год) Семён Олелькович, князь Слуцкий (1443—1455 год), князь Киевский (1455—1470 год) Михаил Олелькович(?), князь Копыльский (1443—1481 год), князь Слуцкий (1455—1481 год), князь Новгородский (1470—1471 год) Василий Семёнович, князь Пинский (1471—1495 год) Фёдор Иванович Боровский, князь Пинский (1501—1520 год), князь Клецкий (1503(?)—1520 год) Юрий Иванович Гольшанский, князь Дубровицкий (1505—1536 год), князь Степанский (1505—1511 год), князь Гольшанский (1511—1536 год) Юрий Юрьевич, князь Слуцкий и Копыльский (1560—1578 год) Юрий Юрьевич Олелькович-Слуцкий, князь Слуцкий и Копыльский (1578—1586 год) Михаил Александрович Вишневецкий, гетман Войска Запорожского (1578—1581 год) София Слуцкая, княгиня Слуцкая и Копыльская (1586—1612 год) | [ 2 ] [ 5 ] [ 6 ] [ 7 ] [ 8 ] [ 9 ] [ 10 ]                     |
|      | Церковь Феодора Тирона Феодоровского монастыря                                              | Мстислав Владимирович Великий, князь Новгородский (1088—1094 год, 1095—1117 год), князь Ростовский (1094—1095 год), князь Белгородский (1117—1125 год), Великий князь Киевский (1125—1132 год) Изяслав Мстиславич, князь Курский (1127—1130 год), князь Полоцкий (1130—1132 год), князь Переяславский (1132—1133 год, 1142—1146 год), князь Волынский (1135—1142 год, 1146—1151 год), Великий князь Киевский (1146—1149 год, 1151—1154 год) Ростислав Мстиславич, князь Смоленский (1127—1167 год), князь Новгородский (1154 год), Великий князь Киевский (1154—1155 год, 1159—1161 год, 1161—1167 год) Ярополк Изяславич, князь Шумский и Бужский (1157—1168 год) Владимир Мстиславич, князь Дорогобужский (1152—1154 год, 1170—1171 год), князь Владимиро-Волынский (1154—1157 год), князь Слуцкий (1162 год), князь Трипольский (1162—1168 год), Великий князь Киевский (1171 год) Ярослав Изяславич, князь Туровский (1146 год), князь Новгородский (1148—1154 год), князь Луцкий (1157—1180 год) и Великий князь Киевский (1173, 1173—1174 год) Мстислав Давыдович, князь Новгородский (1184—1187 год), князь Вышгородский (1187—1189 год) Изяслав Ярославич, князь Шумский (?—1195 год) | [ 2 ]                                                          |
| —    | Церковь Андрея Первозванного Янчина монастыря                                               | Ярополк Владимирович, князь Переяславский (1114—1132 год), Великий князь Киевский (1132—1139 год) Владимир Андреевич, князь Белгородский (1150 год), князь Дорогобужский (1150—1152 год, 1156—1170 год), князь Пересопницкий (1150—1152 год), князь Берестейский (1154—1156 год) | [ 2 ]                                                          |
|      | Ближние пещеры Киево-Печерской лавры                                                        | Николай Святоша, князь Луцкий (?—1097 год) | [ 11 ]                                                         |
| —    | Церковь Симеона Симеоновского монастыря                                                     | Игорь Ольгович, князь Путивльский (1127—1142 год), князь Брестский (1142—1146 год), Великий князь Киевский (1146 год) | [ 2 ]                                                          |
|      | Церковь Спаса на Берестове                                                                  | Юрий Владимирович Долгорукий, князь Ростово-Суздальский (1113—1149 год, 1151—1157 год), Великий князь Киевский (1149—1151 год, 1155—1157 год) Глеб Юрьевич, князь Курский (1147—1148 год), князь Каневский (1149 год), князь Переяславский (1155—1169 год), Великий князь Киевский (1169—1170 год, 1170—1171 год) | [ 2 ]                                                          |
|      | Кирилловская церковь                                                                        | Святослав Всеволодович, князь Новгородский (1140 год), князь Туровский (1142 год, 1154—1155 год), князь Волынский (1142—1146 год), князь Новгород-Северский (1157—1164 год), князь Черниговский (1164—1180 год), Великий князь Киевский (1173 год, 1176—1181 год, 1181—1194 год) Всеволод Святославич Чермный, князь Стародубский (1198—1202 год), князь Черниговский (1202—1210 год, 1214—1215 год), Великий князь Киевский (1206 год, 1207 год, 1210—1214 год) | [ 2 ] [ 12 ]                                                   |
| —    | Крестовоздвиженская церковь                                                                 | Мстислав Мстиславич Удатный, князь Трипольский (1193—1203 год), князь Торопецкий (1206—1213 год), князь Новгородский (1209—1215 год, 1216—1218 год), князь Галицкий (1215—1216 год, 1219—1226 год), князь Торчесский (1203—1207 год, 1226—1228 год) | [ 13 ]                                                         |
|      | Киево-Печерская лавра (непосредственно территория)                                          | Иулиания Александровна, княгиня Витебская (1377—1391 год) Мелентий (Вуяхевич-Высочинский), наказной гетман Войска Запорожского (1689 год) Иван Обидовский, наказной гетман Войска Запорожского (1700—1701 года) Василий Кочубей, наказной гетман Войска Запорожского (1706 и 1707 год) | [ 14 ] [ 15 ] [ 16 ] [ 17 ] [ 18 ]                             |
|      | Дальние пещеры Киево-Печерской лавры                                                        | Фёдор Данилович, князь Острожский (1386—1441 год), наместник Луцкого княжества (1386-1392 год) | [ 6 ]                                                          |
|      | Могила Петра Сагайдачного при Богоявленском соборе Киево-Братского Богоявленского монастыря | Пётр Конашевич-Сагайдачный, гетман (старший) Войска Запорожского (1616—1617 год, 1617—1619 год, 1619—1620 год, 1621—1622 год) | [ 19 ] [ 20 ]                                                  |
|      | Байково кладбище                                                                            | Михаил Сергеевич Грушевский, председатель Центральной Рады Украинской Народной Республики (1917—1918 год) Кирилл Иванович Осьмак*, президент Украинского Главного Освободительного Совета (1944 год) Павел Григорьевич Тычина, председатель Верховного Совета УССР (1953—1959 год) Демьян Сергеевич Коротченко, председатель Президиума Верховного Совета УССР (1954—1969 год) Александр Евдокимович Корнейчук, председатель Верховного Совета УССР (1947—1953 год, 1959—1972 год) Михаил Сергеевич Гречуха, председатель Президиума Верховного Совета УССР (1939—1954 год) Иван Самойлович Грушецкий, председатель Президиума Верховного Совета УССР (1972—1976 год) Алексей Федосеевич Ватченко, председатель Президиума Верховного Совета УССР (1976—1984 год) Михаил Ульянович Белый, председатель Верховного Совета УССР (1972—1980 год) Александр Павлович Ляшко, председатель Президиума Верховного Совета УССР (1969—1972 год) Платон Григорьевич Костюк, председатель Верховного Совета УССР (1985—1990 год) Иван Степанович Плющ, исполняющий обязанности председателя Верховного Совета УССР (1990 год) Константин Меркурьевич Сытник, председатель Верховного Совета УССР (1980—1985 год) Валентина Семёновна Шевченко, председатель Президиума Верховного Совета УССР (1985—1990 год) Леонид Макарович Кравчук, председатель Верховного Совета УССР (1990—1991 год), председатель Верховной Рады Украины (1991 год), президент Украины (1991—1994 год) | [ 21 ] [ 22 ] [ 23 ] [ 24 ] [ 25 ] [ 26 ] [ 27 ] [ 28 ] [ 29 ] |
|      | Лукьяновское кладбище                                                                       | Юрий Косьмич Глушко-Мова, глава Украинского Дальневосточного секретариата (1918—1922 год) | [ 30 ]                                                         |

## Сноски
1. ↑  Первым, исходя из описаний в Повести временных лет, нахождение могилы князя Олега на Кудрявце (на территории Астрономической обсерватории Киевского университета) локализовал историк и археолог Пётр Лебединцев
2. ↑  Первым, исходя из наличия двух могил князя Олега в Киеве, предположение о существование двух киевских князей с таким именем в ранний период истории города сделал историк Владимир Антонович. Оно было поддержано историком Михаилом Грушевским
3. ↑  в 1007 году её мощи были выкопаны и перенесены в Десятинную церковь
4. ↑  в 1044 году его останки были выкопаны, крещены и перезахоронены рядом с его братом Владимиром
5. ↑  в 1044 году его останки были выкопаны, крещены и перезахоронены рядом с его братом Владимиром
6. ↑  Сохранился только кенотаф Константина Ипсиланти. Он был восстановлен в 1997 году и экспонируется в Киево-Печерской лавре.
7. ↑  При обследовании захоронений Успенского собора был обнаружен мужской скелет с отрубленными нижними конечностями и головой предположительно принадлежащий казнённому в 1481 году Михаилу Олельковичу
8. ↑  В Успенский соборе было установлено надгробие Софии Слуцкой с эпитафией на латинском языке, однако по какой-то причине она так и не была похоронена там. Изначально она была погребена в Слуцком Свято-Троицком монастыре, но в 1941 году её мощи были перенесены в Свято-Духов собор в Минске
9. ↑  в 1150 году перезахоронен в Спасо-Преображенском соборе Чернигова
10. ↑  в связи со строительством более обширного каменного собора возможно оказалась в его крипте
11. ↑  в 2004 году перезахоронен на Байковом кладбище Киева